# DukuDuku
DukuDuku is een nederzetting in de lokale gemeente Mtubatuba, districtsgemeente Umkhanyakude in het noordoosten van KwaZoeloe-Natal in Zuid-Afrika. De plaats ligt in het zuidoosten van het land nabij de kust met de Indische Oceaan.